# Света Параскева (Варна)
Вижте пояснителната страница за други значения на Света Параскева.
„Света Параскева“ е православна църква на улица „Осми ноември” във Варна, България, част от Варненската и Великопреславска епархия на Българската православна църква.

## История
Храмът е построен през 1785 година по времето на варненския митрополит Филотей, със средства на гръцкото семейство Роде. Представлява еднокорабна едноапсидна базилика. Построена е на мястото на по-стара християнска църква, от късното Средновековие - ХІV век. Около 100 години след построяването, сградата започва да се руши.
Инициатор за събиране на средства за възстановяване на църквата е Евтимия, варненка от гръцки произход. От построяването си до 1914 година храмът е част от Варненската епархия на Вселенската патриаршия и се обслужва от гръцки свещеници, след което той преминава под ведомството на Българската екзархия и в него започва да се служи на български. Черквата никога не е имала собствена енория, а се е обслужвала от духовници от други варненски храмове. От март 1939 година в църквата започва да служи руският духовен отец Кирил Александрович Попов. До този момент другата гръцка църква във Варна „Свети Атанасий“ е предадена на руските емигранти, установили се във Варна след Октомврийската революция в Руската империя от 1917 година. На 1 март 1965 година „Света Параскева“ се поема от българския свещеноиконом Иван Вълков. През 1985 година, във връзка с 200-годишнината на храма отец Иван се заема сам с ремонтни дейности и със средства от дарения сградата е съхранена. През 1992 година свещеник в „Света Параскева“ става отец Петко Минчев. Започва инициатива за цялостна реконструкция на църквата. До 2002 година са събрани необходимите средства и строителството започва. Храмът е изграден наново, като е построена камбанария и предверие. При изкопни работи през 2012 година пред църквата са разкрити останки на античен храм от древния Одесос.